# Gmina Lubrza (Opolské vojvodství)
Gmina Lubrza je vesnická gmina (obec) v polském okrese Prudník v Opolském vojvodství. Sídlem gminy je stejnojmenná ves Lubrza.
Gmina má rozlohu 83,15 km² a v roce 2016 zde žilo 4350 osob.

## Geografie
Část gminy leží v Opavské pahorkatině náležející ke Slezské nížině. Jižní část gminy se nachází ve Zlatohorské vrchovině, která náleží k Jesenické oblasti.
Na území gminy Lubrza pramení řeka Prudník a potok Lubrzanka.

## Demografie
30. červen 2004 (GUS)
| Popis                         | Celkem | Celkem | Ženy | Ženy | Muži | Muži |
| ----------------------------- | ------ | ------ | ---- | ---- | ---- | ---- |
| jednotka                      | osob   | %      | osob | %    | osob | %    |
| populace                      | 4531   | 100    | 2341 | 51,7 | 2190 | 48,3 |
| hustota zalidnění (obyv./km²) | 54,5   | 54,5   | 28,2 | 28,2 | 26,3 | 26,3 |

## Starostenství
- 1 sołectw (starostenství): Dytmarów, Jasiona, Krzyżkowice, Laskowice, Lubrza, Nowy Browiniec, Olszynka, Prężynka, Skrzypiec, Słoków, Trzebina
- 2 przysiołků (osad): Dobroszewice, Dytmarów-Stacja

## Sousední gminy a obce
Gmina Lubrza hraničí s polskými gminami Biała, Prudník, Horní Hlohov, a s českými obcemi Slezské Pavlovice, Hlinka, Dívčí Hrad, Bartultovice.